# Harmothoe dearborni
Harmothoe dearborni är en ringmaskart som beskrevs av Pettibone 1955. Harmothoe dearborni ingår i släktet Harmothoe och familjen Polynoidae. Inga underarter finns listade i Catalogue of Life.